# Hoa hậu Quốc tế 1971
Hoa hậu Quốc tế 1971 là cuộc thi Hoa hậu Quốc tế lần thứ 11, diễn ra vào ngày 26 tháng 5 năm 1971 tại Nhà hát Thính phòng Long Beach, Long Beach, Hoa Kỳ. Cuộc thi năm nay có 50 thí sinh đại diện cho các quốc gia và vùng lãnh thổ. Jane Cheryl Hansen đến từ New Zealand đã được Hoa hậu Quốc tế 1970, Aurora McKenny Pijuan đến từ Philippines trao lại vương miện vào cuối buổi đêm chung kết.

## Kết quả

### Thứ hạng
| Kết quả              | Thí sinh |
| -------------------- | --- |
| Hoa hậu Quốc tế 1971 | - New Zealand – Jane Cheryl Hansen |
| Á hậu 1              | - Thái Lan – Supuk Likitkul |
| Á hậu 2              | - Philippines – Evelyn Santos Camus |
| Á hậu 3              | - Hoa Kỳ – Jacqueline Lee Jochims |
| Á hậu 4              | - Phần Lan – Hannele Halme |
| Top 15               | - Argentina – Evelina Elena Scheidl - Brazil – Maria Bernadete Heemann - Anh Quốc – Pamela Wood - Canada – Norma Joyce Hickey - Colombia – Patricia Escobar Rodríguez - Đan Mạch – Bente Dorte Nielsen - Israel – Carmela Man - Nhật Bản – Reiko Yoneyama - Na Uy – May Lindstad - Nam Tư – Dunja Ercegović |

### Các giải thưởng phụ
| Giải thưởng        | Thí sinh                 |
| ------------------ | ------------------------ |
| Hoa hậu Thân thiện | - Curaçao – Imelda Thodé |
| Hoa hậu Ảnh        | - Anh Quốc – Pamela Wood |

## Thí sinh tham gia
Có 50 thí sinh đã tham gia cuộc thi:
| - Argentina - Evelina Elena Scheidl - Úc - Carolyn Tokoly - Áo - Martha Flaschka - Bahamas - Sandra Carey - Bỉ - Nancy Maria Marcella Stoop - Bermuda - Maxine S. Bean - Bolivia - Maria V. Villarejo - Brazil - Maria Bernadete Heemann - Anh Quốc - Pamela Wood - Canada - Norma Joyce Hickey - Chile - Alicia Vicuña - Colombia - Patricia Escobar Rodríguez - Curaçao - Imelda Thodé - Đan Mạch - Bente Dorte Nielsen - Cộng hòa Dominica - Fatima Scheker - Ecuador - Susana Castro Jaramillo - Phần Lan - Hannele Halme - Pháp - Laurence Valée - Đức - Christa Saul - Guam - Phyllis May Bost - Guatemala - Doris Laurice Azurdia - Hà Lan - Ans Krupp - Honduras - Doris Van Tuyl - Iceland - Matthildur "Lolo" Gudmundsdóttir - Ấn Độ - Samita Mukherjee | - Ireland - Brenda Guidon - Israel - Carmela Man - Ý - Rossana Barbieri - Nhật Bản - Reiko Yoneyama - Hàn Quốc - Choi Sook-ae - Luxembourg - Silviane Weiler - Malta - Doris Abdilla - Mexico - Carolina Cortázar - New Zealand - Jane Cheryl Hansen - Nicaragua - Odilie Díaz - Na Uy - May Lindstad - Panama - Betzabé Delgado - Philippines - Evelyn Santos Camus - Bồ Đào Nha - Marie M. de Castro - Puerto Rico - Doris L. Morales - Tây Ban Nha - Consuelo Varela Costales - Suriname - Ingrid Mamadeus - Thụy Điển - Maud Andersson - Thụy Sĩ - Regula Herrmann - Thái Lan - Supuk Likitkul - Trinidad và Tobago - Dixy Ann Hepburn - Uruguay - Carmen C. López - Hoa Kỳ - Jacqueline Lee Jochims - Venezuela - Sonia Zaya Ledezma Corvo - Nam Tư - Dunja Ercegovic |

## Chú ý

### Lần đầu tham gia
- Bahamas
- Bermuda
- Curaçao
- Honduras
- Suriname
- Trinidad và Tobago

### Trở lại
| - Lần cuối tham gia vào năm 1961: - Guatemala - Lần cuối tham gia vào năm 1965: - Panama - Lần cuối tham gia vào năm 1967: - Cộng hòa Dominica | - Lần cuối tham gia vào năm 1968: - Puerto Rico - Uruguay - Lần cuối tham gia vào năm 1969: - Brazil - Colombia - Israel |

### Bỏ cuộc
- Bulgaria
- Ceylon
- Cộng hòa Dân chủ Congo
- Costa Rica
- Hy Lạp
- Hawaii
- Hồng Kông
- Indonesia
- Malaysia
- Singapore
- Thổ Nhĩ Kỳ